# José Filipe da Silva Moreira
José Moreira, född 20 mars 1982, är en portugisisk före detta fotbollsspelare som sedan 2015 spelar för Olhanense som målvakt. Under större delen av karriären har han spelat för SL Benfica, sammanlagt nästan 200 matcher[källa behövs].